# San Pedro Viejo
San Pedro Viejo är en ort i Mexiko.   Den ligger i kommunen Pinal de Amoles och delstaten Querétaro Arteaga, i den centrala delen av landet, 190 km norr om huvudstaden Mexico City. San Pedro Viejo ligger 1 639 meter över havet och antalet invånare är 442.
Terrängen runt San Pedro Viejo är kuperad åt nordväst, men åt sydost är den bergig. Runt San Pedro Viejo är det ganska glesbefolkat, med 36 invånare per kvadratkilometer. Närmaste större samhälle är Jalpan, 12,4 km norr om San Pedro Viejo. I omgivningarna runt San Pedro Viejo växer huvudsakligen savannskog.